# Lao She
Pour les articles homonymes, voir Lao.
Dans ce nom, le nom de famille, Lao, précède le nom personnel.
Œuvres principales
Le Pousse-pousse
La Maison de thé
Lao She (老舍, pinyin : Lǎo Shě ; Wade-Giles Lao She), né le 3 février 1899 et mort durant la révolution culturelle le 24 août 1966, est le nom de plume de Shu Qingchun (舒慶春) (son nom de famille « 舒 » lui donnera son nom adulte, Sheyu 舍予), un écrivain chinois de la période moderne. Lao She est l'auteur de romans, mais aussi de pièces de théâtre et de nouvelles. Sa langue est proche de celle parlée par les Pékinois, qui fournissent la plupart de ses personnages.
Issu d'une famille d'origine mandchoue, il évoque dans ses romans le cadre urbain des hutongs de Pékin où s'interpénétraient les cultures mandchoue, han et musulmane. Ses récits tracent un portrait de cellules familiales sous l'occupation japonaise ou pendant les dernières heures du régime impérial mandchou.
Ses œuvres les plus célèbres sont les romans Le pousse-pousse (駱駝祥子), Quatre générations sous un même toit (四世同堂) et la pièce de théâtre La Maison de thé (茶馆). Découvert longtemps après la mort tragique de l'auteur, L'enfant du Nouvel An est une œuvre largement autobiographique, publiée en 1979.
Il a écrit des ouvrages louant la politique de Mao Zedong après son retour des États-Unis en 1949 sans toutefois se déclarer marxiste. Pendant la révolution culturelle que Mao déclenche en 1966, il est persécuté physiquement et psychologiquement. On a prétendu qu'il s'était jeté dans le lac Tai Ping (太平湖, lac de la Grande Paix) le 24 août 1966 tant il était désespéré. Cette affirmation est contestée, notamment par Claude Roy et désormais présentée dans les préfaces des traductions en français de ses œuvres entre guillemets.

## Biographie

### L'enfance
La famille de Lao She est mandchoue. Son père, qui fait partie de la garde du palais impérial de Pékin, meurt le 15 août 1900 lorsque les puissances étrangères prennent Pékin, durant la révolte des Boxers.
Orphelin de père dès 1900, fils d'une blanchisseuse, Lao She explique sa crainte des étrangers : « Quand j'étais petit, ma mère ne me racontait pas de légendes sur les ogres qui mangent les petits enfants. Pour elle, les monstres étaient les étrangers, plus cruels et plus barbares que les ogres, avec d'énormes mâchoires et des crocs redoutables. Et les contes pour enfants ne sont que des contes, tandis que les histoires de ma mère reposaient sur des faits qui avaient atteint directement toute notre famille » . Dans Quatre générations sous un même toit il exprime sa colère vis-à-vis de l'occupant japonais, mais aussi vis-à-vis des européens des légations.

### Le professeur
Lao She est diplômé de l'École normale de Pékin en 1918. Il dirige ensuite une école primaire et devient inspecteur, avant de démissionner.
Sa conversion à l'anglicanisme lui permet d'enseigner en Angleterre. De 1924 à 1929, il est en effet chargé d'enseigner le chinois à l'École des études orientales et africaines de Londres. Il découvre à cette occasion les littératures européennes et américaine, ce qui le conduit à écrire ses trois premiers romans : La Philosophie de Lao Zhang, Zhao Ziyue et Messieurs Ma, père et fils, tous les trois inspirés de Dickens. Dans Messieurs Ma, père et fils, il décrit les préjugés et le racisme qui sépare les Chinois et la population de Londres.
De retour en Chine, marié à Hu Xieqing (en), il enseigne pour subvenir à ses besoins dans les universités de Jinan et Qingdao. Plusieurs romans paraissent au cours des années 1930 : La Cité des chats, satire féroce de la société chinoise de l'époque, Le Divorce, où Lao She s'exerce à l'humour, La Vie de Niu Tianci et surtout son chef-d'œuvre, Le Pousse-pousse, dans lequel il raconte l’existence d'un jeune paysan qui s'enfonce dans la misère après avoir tenté de se faire tireur de pousse-pousse. Dans ce roman, Lao She a pris soin de se documenter précisément sur les milieux qu'il décrit.
Durant la même période, Lao She écrit un certain nombre de nouvelles. Dans certaines, l'auteur, tout en faisant preuve d'humour, marque son empathie pour ses personnages grâce à l'emploi de la première personne du singulier (« Le croissant de lune »). D'autres montrent la nostalgie de Lao She pour la société traditionnelle en train de s'effacer.

### Engagement
Le déclenchement de la deuxième guerre sino-japonaise l’amène à écrire des œuvres d'inspiration patriotique : de 1937 à 1945, il écrit de nombreuses pièces de théâtre, tout en commençant son roman Quatre générations sous un même toit, roman de guerre et de la résistance chinoise. Il prend par ailleurs la tête de la Fédération des artistes et des écrivains contre l'agression japonaise, créée en 1938 à Hankou. À la même époque, lorsque Mao Zedong décide de mettre à l'honneur la littérature orale comme moyen de propagande, Lao She est l'un de ceux qui apportent leur concours pour l'écriture de nouveaux textes.
Entre 1946 et 1949, Lao She obtient une bourse  du département d'État et il va vivre aux États-Unis. Il revient en Chine en 1949 et met ses talents d'écrivain au service du régime communiste. Il écrit ainsi plusieurs pièces de théâtre sur commande, dont Le Fossé de la barbe du dragon, grâce à laquelle il obtient le titre d'« artiste du peuple » en 1951. Ces pièces se caractérisent par un manichéisme. Ce n'est cependant pas le cas du chef-d'œuvre de cette période, la pièce La Maison de thé, qui met en scène les habitants de Pékin,.

« Je peux comprendre pourquoi Mao Tse Tung cherche à détruire le vieux monde bourgeois, mais je ne peux écrire sur ce combat parce que je ne suis pas marxiste, et que je ne peux penser et sentir comme un étudiant de Pékin... Nous autres, les vieux, nous n'avons pas à demander pardon pour ce que nous sommes. Nous pouvons seulement expliquer pourquoi nous sommes ainsi et encourager les jeunes à trouver leur voie vers le futur. »

### «Suicide»
Il est l'une des premières victime de la révolution culturelle. Avec trente autres personnalités du monde culturel, il est enfermé dans la cour de l'ancien temple de Confucius à Pékin. Les gardes rouges lui rasent la moitié du crâne, lui versent de l'encre noire sur le visage et lui accrochent un panneau autour du cou indiquant : « monstres et démons ». Puis, agenouillé, il est battu avec des ceintures de cuir et des pieux. Lao She, âgé de soixante-sept ans, s'évanouit. De retour chez lui, sa femme doit découper ses vêtements raidis par son sang séché. Il est retrouvé mort le 24 août. La version officielle est celle d'un suicide par noyade. Le sinologue Simon Leys sera dans les premiers à s'indigner, mais l'hypothèse du suicide lui parait vraisemblable dans la mesure où en Chine, le suicide est un acte politique fort. Pour le régime maoïste, il apparait comme une si cuisante dénonciation que le nom même de l'écrivain n'est plus jamais mentionné en Chine populaire. Dans Essais sur la Chine, Simon Leys indique aussi : « Sur cette question brûlante, les maoïstes occidentaux ont adopté une ligne de défense assez originale qui s'articule en trois points. 1) Lao She ne s'est pas suicidé, c'est une invention de Taïwan. 2) son suicide s'explique d'ailleurs parfaitement étant donné sa mentalité bourgeoise. 3) de toute manière, cette affaire est tout à fait dénuée d'intérêt et ne mérite pas qu'on s'y attarde. ». Le sinologue a alors cherché confirmation de ce suicide « La nouvelle lui a été implicitement confirmée par le teint verdâtre et le silence brusquement affiché par les divers bureaucrates pékinois auprès desquels il s'est informé de la santé du grand écrivain. »
La version officielle de la mort de Lao She par voie de suicide a été mise en doute par Claude Roy, dans son recueil d'articles Sur la Chine, 1979, citant un entretien publié dans le journal Qishi Niandai, en novembre 1978, où la veuve de l'écrivain Hu Jieqing (peintre), à la question : « Votre mari s'est-il suicidé ? », répondait : « Non, sûrement pas. » La polémique autour de ce suicide agitait déjà les intellectuels français à la fin de la révolution culturelle, les pro-Mao alors à la mode affrontant les anti-Mao. Ainsi, Michelle Loi, à son retour de Chine, écrivait, en 1973 : « Je ne pense pas que ce soit une question tellement intéressante pour tout le monde de savoir si Lao She s'est ou non suicidé »[réf. nécessaire], ce qui fera enrager les grands amis du peuple et des écrivains chinois que sont Claude Roy et Simon Leys. Par ailleurs, dans son récit publié en 1978, La Mue ou la mort, l'écrivain et journaliste japonais Takeshi Kaikō fait une émouvante évocation de Lao She et de sa fin tragique.

## Œuvres

### Fictions en prose
- 1932-1933 : La Cité des chats (Maocheng ji, chinois : 貓城記).
- 1933 : Le Divorce (Lihun)
- 1934 : La Vie de Niu Tianci Traduit en français sous le titre Un fils tombé du ciel, trad. Lu Fujun et Christine Mel, Arléa, 1989, rééd. « Le livre de poche »
- 1936-1937 : Le Pousse-pousse (chinois : 駱駝祥子),
- 1949 : Si shi tong tang (chinois 四世同堂, Quatre générations sous un même toit).
- Messieurs Ma, père et fils, Picquier poche, éditions Philippe Picquier, 2003. Traduction Claude Payen.
- L'homme qui ne mentait jamais ("Bu shuo huang de Ren"), éditions Picquier poche, janvier 2006. Traduction Claude Payen.
- Les Tambours, éditions Philippe Picquier, 2001. Traduit de l'anglais par Claude Payen.
- L'Anniversaire de Xiaopo (小坡的生日), éditions You Feng, 1999. Trad. Claude Payen.
- La Cage entrebâillée, Traduction Paul Bady et Li Tche-houa
- La Philosophie de Lao Zhang (老张的哲学), éditions Philippe Picquier, 2009. Traduction Claude Payen

### Théâtre
- 1950 : Fang Zhenzhu
- 1951 : Longxu gou (Le Fossé de la barbe du dragon)
- 1957 : Chaguan (La Maison de thé. Pièce de théâtre moderne en trois actes, Éditions en langues étrangères, Pékin, 1980).
- 1958 : Nüdianyuan (La Vendeuse)
- 1959 : Quanjiafu (Portrait de famille)

### Nouvelles traduites en français
- Gens de Pékin, trad. Paul Bady, Li Tche-houa, Françoise Moreux, Alain Peyraube, Martine Valette-Hémery, préface Paul Bady, Gallimard, « Folio », 1982.
- Histoire de ma vie, extrait de Gens de Pékin, Gallimard 1982-2001. Traduit du chinois par Paul Bady, Li Tche-houa, Françoise Moreux, Alain Peyraube et Martine Vallette-Hémery.
- Lao She et autres, Avec l'accent de Pékin, Éditions en langues étrangères, coll. « Phénix », Pékin, 1991 — Contient les nouvelles suivantes de Lao She : « Le croissant de lune » et « La cour des Liu ».
- Treize récits chinois. 1918-1949, trad. Martine Valette-Hémery, Philippe Picquier, 1987, 1991, rééd. 2000, coll. « Picquier poche » — Contient « Le croissant de lune » et « Plus qu'un yuan en poche ».
- Écrits de la maison des rats. 1934-1959, trad. Claude Payen. Picquier poche
- L'anniversaire de Xiaopo, traduction de Claude Payen, Préface de Paul Bady. Editions You-Feng. Paris, 1999. 9782842790585